# NGC 3155
NGC 3155 (ook wel NGC 3194) is een spiraalvormig sterrenstelsel in het sterrenbeeld Draak. Het hemelobject werd op 2 april 1801 ontdekt door de Duits-Britse astronoom William Herschel.

## Synoniemen
- NGC 3194
- UGC 5538
- MCG 12-10-26
- ZWG 351.12
- IRAS10133+7436
- PGC 30064